# Reprise Records
Reprise Records é uma gravadora americana fundada em 1960 por Frank Sinatra. É propriedade da Warner Music Group, e opera através da Warner Records, uma de suas principais gravadoras.
Artistas atualmente assinados com a Reprise Records incluem Green Day, Enya, Michael Bublé, Eric Clapton, Stevie Nicks, Neil Young, Deftones, Mastodon, Lindsey Buckingham, Josh Groban, Disturbed, Idina Menzel, My Chemical Romance, Gerard Way, Dwight Yoakam e NeverShoutNever!.

## História da empresa

### Começo
A Reprise Records foi formada em 1960 por Frank Sinatra para permitir mais liberdade artística para suas próprias gravações. Logo depois disso, ganhou o apelido de “Presidente do Conselho”. Por causa da insatisfação com a Capitol Records, e depois de tentar comprar a Verve Records de Norman Granz, o primeiro álbum que Sinatra lançou pela Reprise foi Ring-a-Ding-Ding! Como CEO da Reprise, Sinatra recrutou vários artistas para a nova gravadora, como Dean Martin e Sammy Davis Jr., membros do Rat Pack. A seleção original de 1961 a 1963 incluía Bing Crosby, Jo Stafford, Rosemary Clooney, Duke Ellington, Nancy Sinatra, Esquivel e o comediante Redd Foxx. O selo original para LPs da Reprise tinha quatro logotipos diferentes, dependendo do gênero: um barco fluvial para discos pop (foto), um querubim para discos de Jazz, uma coruja para discos Spoken Word/Comedy e uma foto de Sinatra para seus discos.

Logotipo da Reprise Records quadrada usada de 1968 a 2002

Um dos princípios fundadores da gravadora sob a liderança de Sinatra era que cada artista teria total liberdade criativa e, em algum momento, total propriedade de seu trabalho, incluindo os direitos de publicação. Esta é a razão pela qual as gravações dos primeiros artistas da Reprise (Dean Martin, Jimi Hendrix, the Kinks, etc.) são (na maioria dos casos) atualmente distribuídas através de outras gravadoras. No caso de Martin, suas gravações da Reprise ficaram esgotadas por quase 20 anos antes de um acordo ser fechado com a Capitol Records. A Reprise continuou a relançar o catálogo de Sinatra até 2013, quando foi vendido para a Capitol.

### Venda para a Warner Bros
Em agosto de 1963, como parte de um acordo cinematográfico, a Warner Bros. comprou a Reprise (que estava perdendo dinheiro) de Frank Sinatra, que mesmo assim, manteve uma participação de 1/3 na gravadora. Muitos dos artistas mais antigos da gravadora foram dispensados pela Warner Bros. Records. O presidente da Reprise, Mo Ostin, foi mantido como chefe da gravadora e passou a desempenhar um papel muito significativo na história do grupo de gravadoras Warner nas quatro décadas seguintes. Os executivos da Warner-Reprise começaram a visar artistas mais jovens, começando por garantir os direitos de distribuição americanos das gravações da Pye Records dos Kinks em 1964. A Reprise logo adicionou bandas pop voltadas para adolescentes, como Dino, Desi & Billy, à seleção. Além disso, a própria filha de Sinatra, Nancy (que começou a gravar para a gravadora em 1961), foi contratada por Ostin, tornando-se uma grande estrela pop no final de 1965. A gravadora mudou quase exclusivamente para o rock no final dos anos 1960, embora Frank Sinatra tenha continuado a gravar para a gravadora até a década de 1980.
Através de contratações diretas ou acordos de distribuição, na década de 1970 a seleção da Reprise cresceu para incluir Lee Hazlewood, Jill Jackson, Jimi Hendrix, as primeiras gravações de Joni Mitchell, Neil Young, The Electric Prunes, Donna Loren, Arlo Guthrie, Norman Greenbaum, Tom Lehrer, Kenny Rogers and The First Edition, Tiny Tim, Ry Cooder, Captain Beefheart, John Sebastian, Family, as gravações do início dos anos 1970 de Frank Zappa e the Mothers, Gram Parsons, Emmylou Harris, Desertshore de Nico, The Fugs, Jethro Tull, Pentangle, T. Rex, The Meters, John Cale, Gordon Lightfoot, Michael Franks, Richard Pryor, Al Jarreau, Fleetwood Mac, Fanny e os Beach Boys.

### Dormência
Em 1976, o selo Reprise foi desativado pela Warner Bros. e toda a sua seleção (exceto Frank Sinatra e Neil Young) foi transferida para o selo principal da Warner Bros. Embora os álbuns de catálogo mais antigos continuassem a ser fabricados com o logotipo da Reprise e os álbuns dos Beach Boys da Brother Records fossem lançados na sequência de numeração do catálogo da Reprise, além de Sinatra e Young (e o álbum Syms by Sinatra de Sylvia Syms, que Sinatra regeu e co-produzido) não houve novos lançamentos na Reprise por vários anos.

### Reabertura e Reprise hoje (1985-presente)
No final de 1985, algumas cópias do single de sucesso da Dream Academy, "Life in a Northern Town", foram impressas no selo Warner Bros. com o logotipo da Reprise. Em 1986, foram lançados discos com o selo Reprise pela Dream Academy e também por Dwight Yoakam. No verão de 1987, o presidente da Warner Bros. Records, Mo Ostin, e o presidente da gravadora Lenny Waronker anunciaram oficialmente a reativação da Reprise, incluindo seu próprio departamento de promoções separado, e o ex-vice-presidente de promoção da Warner Bros., Rich Fitzgerald, foi nomeado vice-presidente da gravadora. Desde então, a Warner Bros. muitas vezes elevou a estatura da Reprise ao posto de gravadora-mãe secundária, já que muitas de suas gravadoras subsidiárias (como Straight e Kinetic) tiveram seus discos lançados em conjunto com a Reprise.
Desde 2017, é o lar de artistas como Enya, Michael Bublé, Eric Clapton, Green Day, Stevie Nicks, Neil Young, Deftones, Josh Groban, Disturbed, Idina Menzel, Tom Petty and the Heartbreakers, Gerard Way e NeverShoutNever!.
Antigamente era o lar dos catálogos de Jimi Hendrix e Barenaked Ladies nos EUA. Quando o catálogo anterior dos Bee Gees foi remasterizado pela Rhino Records na década de 2000, seus CDs foram lançados sob o selo Reprise (eles apareceram nas gravadoras irmãs Atco e Warner Bros. no passado).
Neil Young afirmou em um documentário sobre sua vida que Charles Manson foi rejeitado pela Reprise.[carece de fontes?]
Em 2010, a Reprise abriu uma divisão de música country, operando como parte do Warner Music Group Nashville, apresentando Blake Shelton, as The JaneDear Girls, Michelle Branch e Frankie Ballard como parte de sua seleção.
Em setembro de 2011, ocorreram diversas demissões na Reprise Records e em outras gravadoras da Warner.
Em 2017, a Reprise lançou os álbuns da Enya em vinil. Alguns deles foram prensados neste formato pela primeira vez.

## Selos
- 143 Records (1999–2001)
- Bizarre Records (1968–1972)
- Big Brother Records (2008–presente)
- BME Recordings (2004–present)
- Brother Records (1970–1977)
- Chrysalis Records (1969–1972)
- Cold Chillin' Records (1988–1993; lançamentos seletos)
- DiscReet Records (1973–1979)
- Elementree Records (1995–2000)
- Giant Records (1990–2001; lançamentos seletos)
- Grand Jury Records (1990–1993)
- In Bloom Records (1998–2000)
- Kinetic Records (1992–2000)
- Straight Records (1968–1972)
- Sire Records (1977–2000: lançamentos seletos)
- Vapor Records (1995–presente; situação atual desconhecida)

## Organizações-mãe
- (1960–1968) Independente
- (1968–1969) Warner Bros.-Seven Arts
- (1969–1972) Kinney National Company
- (1972–1990) Warner Communications
- (1990–2001) WarnerMedia
- (2001–2003) AOL Time Warner
- (2004-presente) Warner Music Group